# 民主主義フォーラム
民主主義フォーラム（みんしゅしゅぎふぉーらむ、オランダ語: Forum voor Democratie、略称: FVD又はFvD）は、オランダの政党。民主フォーラムと訳されることもある。党首はティエリー・ボーデ。

## 概要
自らを自由保守主義とみなすが、通常は右翼ポピュリスト、民族主義、急進右翼とみなされる。第二院に5議席、第一院に1議席を有している。
FVDは2013年に市民イニシアチブのために集まったグループが母体となり、2014年にティエリー・ボーデとヘンク・オッテンによってシンクタンクとして設立された。2016年4月の欧州連合とウクライナの間の連合協定に関するオランダの国民投票の際には積極的に反対した。
2016年9月1日に政党として登録された。設立以来、党勢は拡大したが、一方で党員の離脱や除名など、幾度も内紛を繰り返してきた。
2017年の第二院選挙では、2議席を獲得した。一方で、2018年には党内民主主義に対する不満から著名な党員の離脱等が相次いだ。
2019年の州議会選挙では初参加でありながら最大勢力となり、第一院でも12議席を得て第1党となった。しかし、同年には党内の財務不正や党内対立のためヘンク・オッテンが除名され、Otten Groupとして分離独立した。また、2020年には青年組織における人種差別や同性愛嫌悪とみなされる発言の問題などから離党者が相次いだ（一部は離党後に正しい答え2021を結成した）。
2021年3月の第二院選挙では、前年まで党内紛争が続いたにもかかわらず、8議席を獲得した。しかし、新型コロナウイルス感染症対策のロックダウンをナチスのオランダ占領に例えたポスターに対する批判から、第二院議員3名が離党した（Van Haga Group）。2022年3月には、ウクライナのゼレンスキー大統領が第二院で演説する際にFVDが欠席を決定したことに対する反発から、第一院議員2名が離党した（Fractie-Frentrop）。

## 選挙結果
| 選挙年 | 得票数  | %    | 獲得議席数 | +/- | 備考 |
| ------ | ------- | ---- | ---------- | --- | ---- |
| 2017   | 187,162 | 1.78 | 2 / 150    | 2   | 野党 |
| 2021   | 523,083 | 5.02 | 8 / 150    | 6   | 野党 |

- 2021年に3名が離党し、以後の議員は5名。

| 選挙年 | 得票数 | %    | 獲得議席数 | +/- |
| ------ | ------ | ---- | ---------- | --- |
| 2019   | 27,473 | 14.8 | 12 / 75    | 12  |

- 離党者が相次いだため、2022年3月現在の所属議員は1名。

| 選挙年 | 得票数  | %     | 獲得議席数 | +/- | 備考                                                                      |
| ------ | ------- | ----- | ---------- | --- | ------------------------------------------------------------------------- |
| 2019   | 602,507 | 10.96 | 3 / 26     | 3   |                                                                           |
| 2019   | 602,507 | 10.96 | 4 / 29     | 1   | ※英国のEU離脱に伴う議席数見直し後 ただし後述のとおりFVDに所属しなかった。 |
| 2019   | 602,507 | 10.96 | 1 / 29     |     | ※2022年1月時点                                                            |

- 2020年2月の英国のEU離脱に伴う議席数見直しでFVDに議席が追加で割り当てられたが、議員となったDorien Rookmaker議員は、既にOtten Groupに所属していたため、FVDには所属しなかった。
- 2020年12月に所属議員3人が離党してJA21に参加した。これによりFVD所属議員は0人となった。
- 2022年1月に自由党を離党したマルセル・デ・グラフ議員がFVDに移籍し、再び議席を保有することとなった。同議員は欧州議会の会派を変更せず、FVDの所属会派も「アイデンティティと民主主義」に変更となった。

## 党組織

### 国会議員
- ティエリー・ボーデ（オランダ語版）
- ギデオン・ファン・メイヘレン（オランダ語版）
- フリーク・ヤンセン（オランダ語版）
- ペピン・ファン・フーヴェリンゲン（オランダ語版）
- シモーネ・カーゼブーム（オランダ語版）

### 党員数
2022年時点の党員数は58,890人とされる。

### 関連組織
- 青年組織民主主義フォーラム（蘭: Jongerenorganisatie Forum voor Democratie）：党青年組織。2017年3月30日設立。
- ルネサンス研究所（蘭: Renaissance Instituut）：党シンクタンク。2017年3月31日設立。

### 国際組織
欧州議会では、2020年まで欧州保守改革グループの会派に属していた。また欧州規模の政党としては欧州保守改革党に属していた。2022年からは会派がアイデンティティと民主主義に変更となり、欧州保守改革党からは離党した。